# Gebrauchsfertige Spüllösung
Gebrauchsfertige Spüllösungen sind Spezialspritzen zum Spülen von venösen Gefäßzugängen aller Art. Vorbefüllte Spülsysteme reduzieren die Gefahr der Kontamination der Spüllösung, da ein manuelles Aufziehen der Lösung entfällt. Darüber hinaus sind Spülsysteme eindeutig etikettiert und transparent verpackt, damit es zu keiner Verwechslung mit zum Beispiel Medikamentenspritzen kommen kann.

## Hintergründe
Durch unzureichendes Spülen von periphervenösen und zentralvenösen Kathetern lagern sich an der Innenseite des Katheters Medikamente, Nährstoffe und Blutbestandteile – durch Rückfluss in den Katheter – ab. Chemische Reaktionen von Medikamenten sowie das Anhaften von Bakterien und die Biofilmbildung können eine Bakteriämie bis hin zur Sepsis auslösen, wenn die Bakterien ins Gefäßsystem gelangen.
Ein regelmäßiges Spülen der Katheter und das Wechseln der mit ihnen verbundenen Schläuche sind daher unerlässlich. Ziehen Ärzte, Schwestern und Pfleger dabei Kochsalzlösung per Spritze aus einer Ampulle oder einem Mehrdosenbehältnis auf, kann die Lösung mit Keimen verunreinigt werden. Aktuelle Untersuchungen belegen, dass dies bei acht Prozent aller selbst hergestellten Spüllösungen der Fall ist*.